# Zdręczno (jezioro)
Zdręczno − małe jezioro w woj. wielkopolskim, w powiecie międzychodzkim, w gminie Międzychód, w pobliżu wsi Kamionny oraz części wsi Skrzydlewo, czyli Brzezich Łąk, leżące na terenie Pojezierza Poznańskiego.

## Dane morfometryczne
Powierzchnia zwierciadła wody wynosi od 1,5 ha.